# Mauser C96

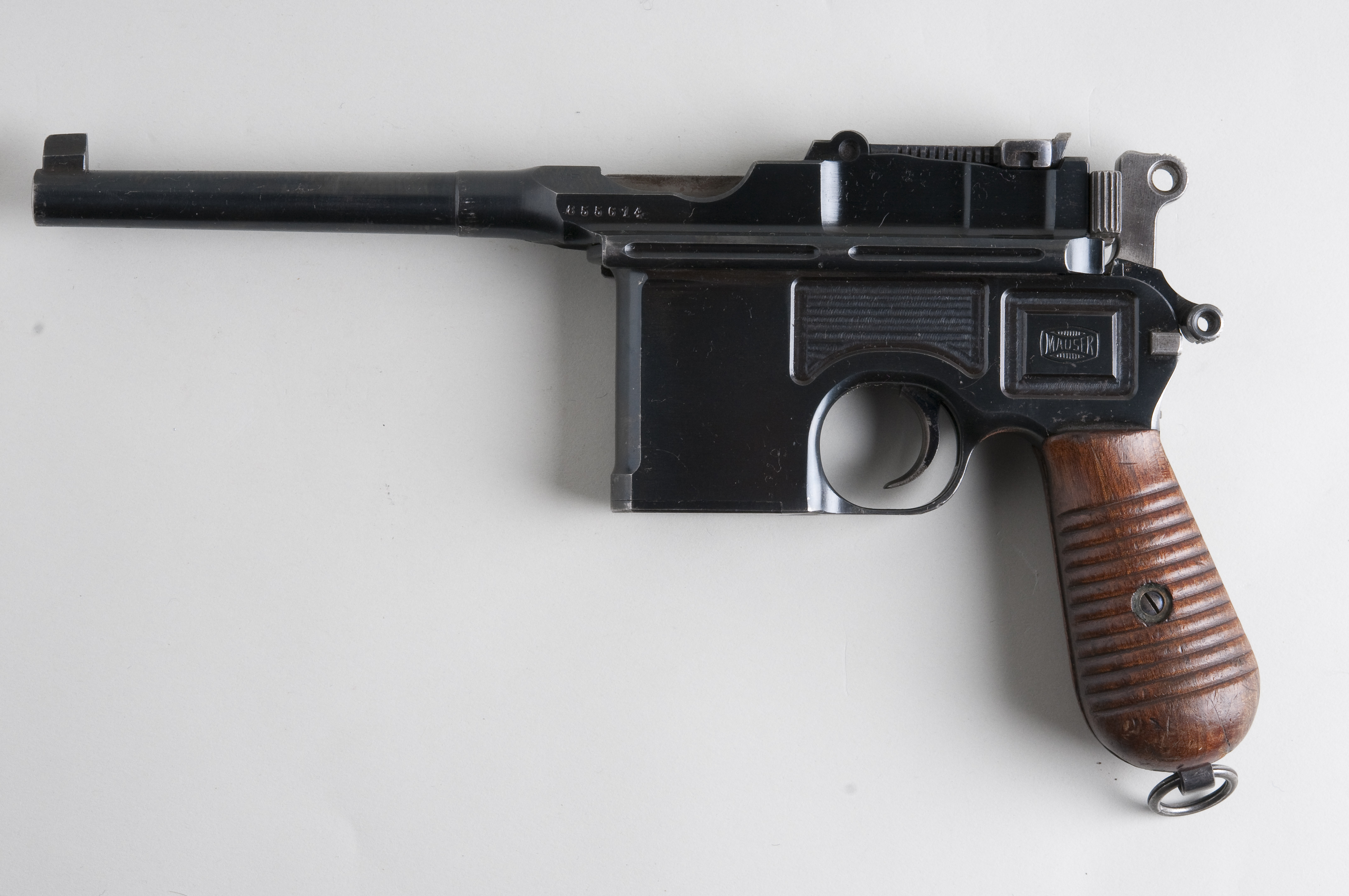
Mauser C96 zonder houten kolf

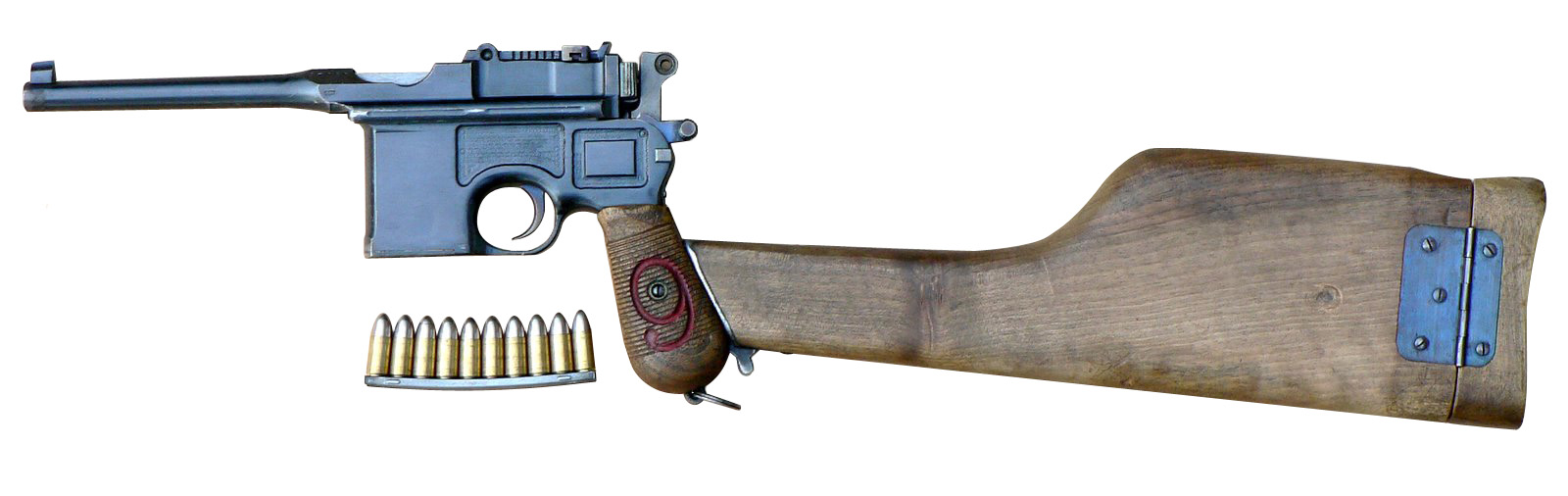
Mauser C96 met houten kolf

De Mauser C96 is een pistool ontworpen door de drie gebroeders Feederle, werkzaam bij Mauser. Deze werkten alle drie voor de wapenfabriek van Mauser in Oberndorf am Neckar in Duitsland. Verschillende bronnen beweren dat Mauser niets van de ontwikkeling wist, maar dit is onjuist. Paul Mauser was nauw betrokken bij de ontwikkeling en patenteerde het pistool op eigen naam, tegen de afspraken in. De reden dat Paul Mauser het pistool op eigen naam, en niet zoals gebruikelijk op naam van de firma, patenteerde was een eerder patentconflict rond het ontwerp van de derde nok die op de grendel van de Mausergeweren werd toegepast. Paul Mauser voelde zich benadeeld door het management van het moederbedrijf Ludwig Loewe & Cie., en nam op zijn manier wraak door de C96 op eigen naam te patenteren.
De eerste tests met het pistool dateren uit 1894. Serieproductie begon in kleine aantallen in 1896 en de eerste militaire gebruiker was de Italiaanse marine in 1899. In Duitsland werd de C96 vooral als toevoeging op de in 1908 geaccepteerde P08 gebruikt, vooral voor gebruik achter de frontlinie. Het ontwerp is gedurende zijn leven regelmatig verbeterd. Zo werd een verstevigd kamerstuk ingevoerd en werd vanaf serienummer 280.000 een nieuwe veiligheidspalconstructie geïntroduceerd. In 1930 volgde de versie die kon worden voorzien van een extern magazijn, naast een volautomatische versie die ook wel bekend werd als de 'Reihenfeuer' of 'Schnellfeuer'. De markt werd in de jaren 20 en 30 van de twintigste eeuw behoorlijk aangetast door de fabricage en verkoop van kopieën die in Spanje en China werden geproduceerd. In 1939 waren er ruim 1 miljoen exemplaren van vervaardigd. Het pistool werkte net als de pistolen van tegenwoordig: het verplaatste door de gasdruk, vertraagd, de afsluiter naar achteren, wierp de huls uit en voerde er een nieuwe patroon voor in de plaats. De mondingssnelheid van het pistool was relatief hoog, ca. 400 m/s.
C96 staat voor Construction 1896. Mauser noemde het pistool in haar advertentiemateriaal simpelweg de 'Armeepistole' (Legerpistool).

## Variaties
De Mauser C96 is in vele honderden variaties gemaakt, hieronder enkele belangrijke.
1. De lengte van de loop aangepast voor verschillende munitiesoorten
  - 5,5 inch: zeldzaam.
  - 3,9 inch: gebruikt voor het standaard pistool geschikt voor de normale Mauser pistoolmunitie.
  - 11,75, 14,50, 16,00 inch: alleen gebruikt in de karabijnversie.
2. Magazijninhoud. De standaard Mauser C96 had een vast magazijn voor tien patronen die je er van de bovenkant (met behulp van een laadstrip) in moest laden. In de vroege productiejaren werden ook versies met zesschots en twintigschots vaste magazijnen toegepast. Vooral de twintigschots versies zijn zeldzaam vanwege de lage productieaantallen (enkele honderden). Vanaf 1930 werd de C96 met verwisselbare magazijnen geleverd, en was het eenvoudiger om magazijnen met verschillende inhoud toe te passen.
3. Een houten kolf, die tevens diende als holster.
4. De karabijnversie: een karabijn gemaakt voor meestal tien karabijnpatronen.
5. De volautomatische M30 versie; zeer zeldzaam, hier werd een aanpassing in het systeem gemaakt waardoor hij volautomatisch kon schieten.

## Munitie
Aanvankelijk werd de Mauser C96 ingericht voor de patroon 7,63 × 25 mm Mauser. Vanaf 1908 kwam er de patroon 9 × 25 mm Mauser lang bij. Ook werd de C96 gemaakt voor de volgende patronen: 7,65 × 21,5 mm Parabellum, 9 × 19 mm Parabellum, 9 × 23 mm Largo (Spanje) en 0,45" ACP (China).

## Trivia
- Een exemplaar van het wapen werd gemodificeerd tot een zogenaamd straalwapen (blaster) voor het personage Han Solo uit Star Wars.
- De C96 is ook prominent aanwezig als standaard wapen van stripheld Durango. In deel een van de op Sergio Leone’s spaghettiwesterns geïnspireerde stripreeks raakt Durango gehandicapt aan zijn rechterhand. Hij leert schieten met zijn linkerhand en koopt een Mauser C96, dat hem enkele voordelen biedt om zijn handicap te overwinnen.